# الجمعية السعودية للعلاج الطبيعي
الجمعية السعودية للعلاج الطبيعي وتعرف أختصاراً سبتا وهي جمعية علمية تحت إشراف جامعة الملك سعود ومقرها الرئيسي في الرياض وتضم 10 فروع متوزعة في مختلف مناطق المملكة العربية السعودية، وتهدف الجمعية لتنمية الفكر العلمي في العلاج الطبيعي والمساعدة على تحقيق التواصل العلمي بين الأعضاء وتقديم المشورة العلمية لرفع الأداء في المؤسسات والهيئات الصحية وكذلك التثقيف الصحي للمجتمع.، و تنشر الجمعية المجلة السعودية للعلاج الطبيعي.